# Piaczkawiczy (przystanek kolejowy)
Piaczkawiczy (biał. Пячкавічы, ros. Пячковичи) – przystanek kolejowy w pobliżu miejscowości Piaczkawicki ilnozawod, w rejonie mścisławskim, w obwodzie mohylewskim, na Białorusi. Położony jest na linii Orsza - Krzyczew - Uniecza.
Nazwa pochodzi od pobliskiej wsi Piaczkawiczy.